# Maranta rupicola
Maranta rupicola är en strimbladsväxtart som beskrevs av Bengt Lennart Andersson. Maranta rupicola ingår i släktet Maranta och familjen strimbladsväxter. Inga underarter finns listade.